# Gaetano Baronchelli
Gaetano Baronchelli (* 21. April 1952 in Ceresara) ist ein ehemaliger italienischer Radrennfahrer.

## Sportliche Laufbahn
Baronchelli war im Straßenradsport aktiv. 1973 wurde er Zweiter der nationalen Meisterschaft im Straßenrennen der Amateure hinter Bruno Vicino. Bei den Straßenradsport-Weltmeisterschaften 1973 kam er auf den 7. Platz im Amateurrennen und war damit bester Italiener. In der Tour de l’Avenir belegte er den 42. Rang.
Von 1974 bis 1984 war er Berufsfahrer. Er war Domestik in den Radsportteams SCIC, Magniflex, Bianchi und Supermercati Brianzoli. Sein bestes Resultat als Profi hatte er 1978 mit dem dritten Platz im Gran Premio Montelupo. Baronchelli bestritt alle Grand Tours.
| Grand Tour            | 1974 | 1975 | 1976 | 1977 | 1978 | 1979 | 1980 | 1981 | 1982 | 1983 | 1984 | 1985 |
| --------------------- | ---- | ---- | ---- | ---- | ---- | ---- | ---- | ---- | ---- | ---- | ---- | ---- |
| Vuelta a EspañaVuelta | –    | –    | –    | –    | –    | –    | –    | –    | –    | –    | –    | DNF  |
| Giro d’ItaliaGiro     | 84   | 60   | –    | 57   | 81   | –    | 52   | 82   | –    | –    | –    | 133  |
| Tour de FranceTour    | –    | –    | –    | –    | –    | DNF  | –    | –    | –    | –    | –    | –    |

## Berufliches
Nach seiner Profikarriere betrieb er mit seinem Bruder Gianbattista ein Fahrradgeschäft in Arzago d’Adda bei Bergamo.

## Familiäres
Sein jüngerer Bruder Gianbattista Baronchelli war ebenfalls Radrennfahrer.